# Jerry Colangelo

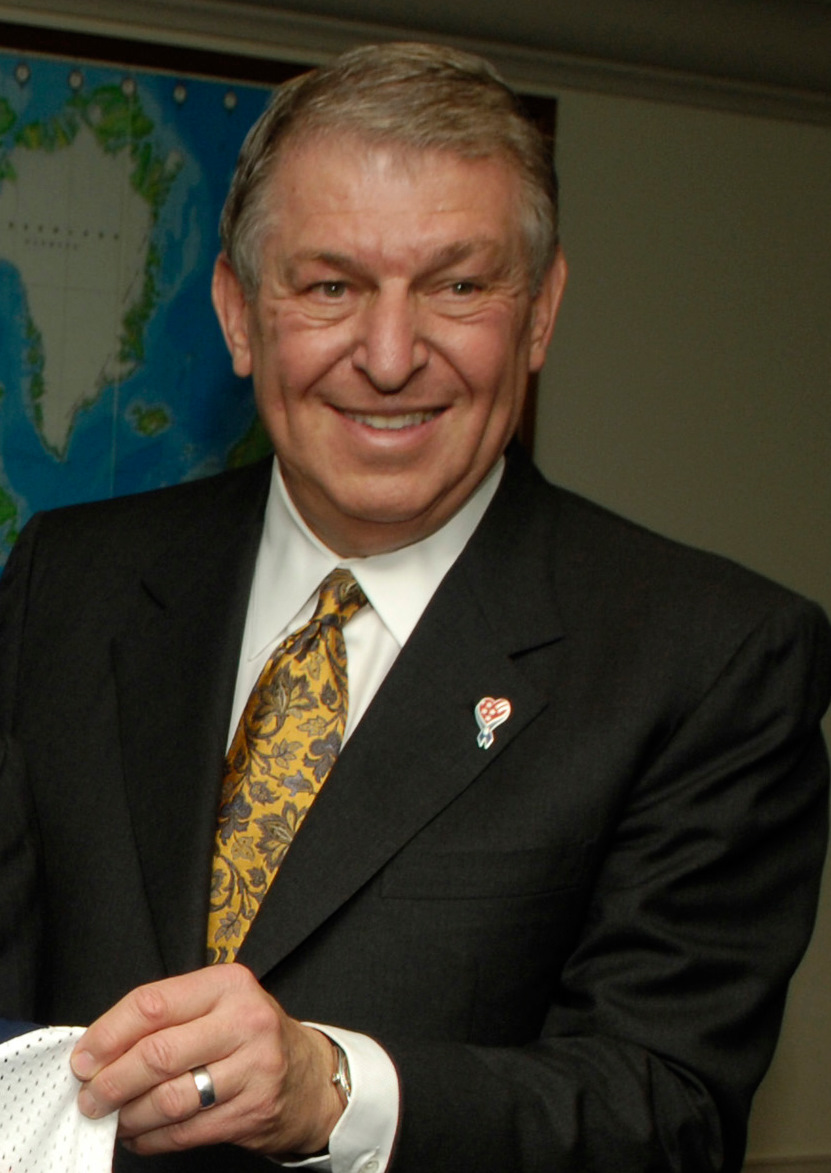
Jerry Colangelo (2010)

Jerry Colangelo (* 20. November 1939 in Chicago Heights, Illinois) ist ein US-amerikanischer Sportmanager und Geschäftsmann. Colangelo war unter anderem langjähriger Besitzer einer Reihe von Profiteams verschiedener Sportligen der USA. Dazu gehören beispielsweise die Phoenix Suns aus der National Basketball Association (NBA), Phoenix Mercury aus der Women’s National Basketball Association (WNBA) oder die Arizona Diamondbacks aus der Major League Baseball (MLB). Colangelo ist Geschäftsführer der Organisation USA Basketball und Sprecher des Vorstandes der Naismith Memorial Basketball Hall of Fame. Im Jahr 2004 wurde Colangelo für seine Verdienste als Manager selbst als Mitglied in diese Ruhmeshalle aufgenommen.

## Leben und Karriere
Jerry Colangelo erreichte einen Abschluss an der University of Illinois und war dort als Basketballspieler erfolgreich, bevor er 1966 als Assistenztrainer der Chicago Bulls seine Karriere in der NBA begann. 1968 übernahm er als bis heute jüngster Teammanager der Ligageschichte die Führung der Phoenix Suns in deren Gründungsjahr. 1976 erhielt Colangelo die erste von vier Auszeichnungen als NBA-Manager des Jahres. Damit ist Colangelo bis heute Rekordhalter. 1992 zeichnete Colangelo für den Wechsel Charles Barkleys von den Philadelphia 76ers zu den Phoenix Suns verantwortlich, was noch in der Saison 1992/93 zur Finalteilnahme in den NBA-Playoffs führte.
Colangelos Sohn Bryan arbeitete ebenfalls als Teammanager in der NBA und erhielt Auszeichnungen als NBA-Manager des Jahres.

## Auszeichnungen
- NBA Executive of the Year Award in den Jahren 1976, 1981, 1989 und 1993
- Aufnahme in die Illinois Basketball Hall of Fame 1995
- Aufnahme in die Naismith Memorial Basketball Hall of Fame 2004